# Film ninja
Il film ninja è un genere cinematografico minore che, in Italia, viene inserito nel genere dei film di arti marziali. Nei film ninja gli scontri fra il protagonista ed i suoi nemici si svolgono con l'uso di tecniche ispirate al ninjutsu.
I film ninja devono essere divisi in due sezioni:
- ninja orientali (originati a Hong Kong e, in alcuni casi, in Giappone).
- ninja occidentali (USA).

(per la nazionalità si è scelto di ignorare alcuni film di serie Z, come lo spagnolo Robot Ninja).

## Ninja orientali
Sicuramente il genere è nato in Giappone (patria del ninjutsu), dove i manga, gli anime e i telefilm hanno sempre sfruttato la figura del ninja: basti citare la fortunata serie Akakage (letteralmente "ombra rossa"), che diviene un film nel 1967, 1969 e poi nel 2001. Inoltre tutti gli anni sessanta sono attraversati dalla serie dei film Shinobi di Kazuo Mori, tutti interpretati da Raizō Ichikawa.
Alla fine degli anni settanta, col fiorire ad Hong Kong dei generi wuxia e gongfu, la continua richiesta spinge i produttori a cercare nuove arti marziali da mostrare al cinema. Appaiono così alcuni titoli che rimandano al ninjutsu, ma sono film ancora legati alla tradizione cinese (il più delle volte si tratta di wuxia), e quindi non possono essere considerati veri e propri film ninja.
Con l'inizio degli anni ottanta, quando anche dagli USA giungono richieste per il nascente interesse verso i film ninja, cominciano a fiorire titoli come Shaolin Fighters Vs. Ninja (Fei dao you jian fei dao, 1981) o Lone Ninja Warrior. Dal 1984 in poi c'è una vera e propria esplosione di titoli, la maggior parte dei quali diretti da Godfrey Ho e Joseph Lai, ed interpretati in vari ruoli dallo statunitense Richard Harrison (attore del tutto digiuno di ninjutsu).
La scarsissima qualità artistica e tecnica di questi film, in cui si vede ben poco di ninjutsu, fa sì che ad Hong Kong il genere si esaurisca molto presto. Nel 1988 Godfrey Ho dirige Rage of Ninja e Full Metal Ninja, mentre Mai Chen Jsai dirige Shaolin Vs. Ninja, che possono definirsi gli ultimi titoli cinesi del genere (un'eccezione è rappresentata dallo stesso Godfrey Ho che nel 1994 dirige Ninja Fist of Fire).

### Filmografia
Alcuni titoli di film ninja orientali usciti in Italia.
- 1984 - Ninja licenza di sterminio (Ninja in the Killing Fields)
- 1984 - Ninja la conquista del mondo (Thundering Ninja)
- 1985 - Ninja campione (Ninja Champion)
- 1985 - Ninja Terminator (Ninja Terminator)
- 1985 - Ninja Thunderbolt (Ninja Thunderbolt)
- 1986 - Ninja il guerriero (Golden Ninja Warrior)
- 1987 - Ninja il distruttore (Ninja Destroyer)
- 1987 - Ninja il padrino (Ninja Operation: Licensed to Terminate)
- 1987 - Ninja occhio per occhio (Ninja: Silent Assassin)
- 1987 - Ninja Commandments (Ninja Commandments)
- 1987 - Ninja i guerrieri di fuoco (Ninja and the Warriors of Fire)

## Ninja occidentali
Le prime apparizioni di film ninja negli USA si hanno nel 1975 in Killer elite di Sam Peckinpah e sul finire degli anni '70, con alcuni film interpretati dall'attore cinese Leo Fong (Enforcer from Death Row, The Last Reunion, ecc.), ma si può dire che il primo film occidentale del genere sia The Octagon (1980) di Eric Karson, interpretato da Chuck Norris e Lee Van Cleef, due attori statunitensi del tutto digiuni di ninjutsu. Non lo era Tadashi Yamashita alias "Bronson Lee" coreografo e attore del film.
Anche se si tratta di una produzione a basso costo (come del resto tutti gli altri film del genere), il film riscuote un discreto successo e fa nascere in Occidente la passione per i film ninja.
L'anno successivo, 1981, vede l'uscita del film che getta le basi per i film seguenti: L'invincibile ninja (Enter the Ninja) di Menahem Golan. Il film infatti, oltre all'attore italiano protagonista Franco Nero, vede il debutto dell'attore giapponese Shō Kosugi, vero esperto di ninjutsu.
Menahem Golan, che è anche produttore, prende sotto la sua ala Kosugi, e gli fa girare una fortunata serie di film ninja, che deve il suo successo all'alta qualità dei combattimenti coreografati da Kosugi stesso. L'ultimo film puramente ninja è Questione d'onore (Rage of Honor, 1987). In seguito, dopo film di altro genere, Kosugi si ritirerà dal cinema, facendo perdere al genere il suo miglior interprete.
Nel 1982 il crescente interesse del pubblico spinge un regista di prim'ordine come John Frankenheimer ad affrontare il genere: esce infatti L'ultima sfida (The Challenge) interpretato da Scott Glenn e Toshirō Mifune. Sicuramente il film vanta la qualità migliore del genere, ma i combattimenti non ne sono all'altezza.
Un'altra spinta al genere viene nel 1985 dal regista Sam Firstenberg, specializzato in film d'azione di serie B. Gira infatti Guerriero americano (American Ninja) sfruttando la moda del momento, facendo interpretare a Michael Dudikoff (digiuno di ninjutsu) un ninja in chiave statunitense. Il film è il primo di una serie di 5 titoli, dove David Bradley dà il cambio a Dudikoff, e dove la qualità si diluisce con il susseguirsi dei titoli. Rimane comunque un esempio perfetto di ninja occidentale.
Gli anni a seguire vedono molti titoli ed autori del genere, che però rimangono di qualità mediamente bassa. Se il genere propriamente detto si esaurisce dopo la metà degli anni novanta, c'è da dire che in quella data i film ninja diventano umoristici e non più violenti.
I fumetti, i cartoni ed il film del 1990 delle tartarughe Ninja gettano le basi per un ninjutsu sicuramente distante dall'originale nipponico, ma di più largo impatto fra il pubblico giovanile. Film come Tre ragazzi ninja (3 Ninjas, 1994) o Mai dire ninja (Beverly Hills Ninja, 1997), hanno un sicuro fascino sul pubblico giovane, e possono considerarsi un'evoluzione dai film ninja classici che vede la perdita della violenza e della marzialità.

### Filmografia
Alcuni titoli degni di nota di film ninja occidentali usciti in Italia.
- 1980 - The Octagon
- 1981 - L'invincibile ninja (Enter the Ninja)
- 1983 - Ninja la furia umana (Return of the Ninja)
- 1984 - Trancers: Ninja III (Ninja III - The Domination)
- 1985 - Il colpo segreto del ninja (Nine Deaths of the Ninja)
- 1985 - Preghiera di morte (Prey for Death)
- 1985 - Guerriero americano (American Ninja)
- 1987 - Questione d'onore (Rage of Honor)
- 1993 - Una missione per due (Lethal Ninja)